# Kentucky Colonels
Kentucky Colonels – amerykański klub koszykarski z siedzibą w Louisville działający w latach 1967–1976. Jego największy sukces to mistrzostwo ABA w 1975 roku, oraz dotarcie do finałów ABA w 1971 i 1973 roku.

## Sukcesy
| Tytuł                                            | Liczba | Rok        |
| ------------------------------------------------ | ------ | ---------- |
| Mistrz Dywizji Wschodniej ABA (sezon zasadniczy) | 2      | 1972, 1975 |
| Mistrz Dywizji Wschodniej ABA (finał ABA)        | 2      | 1971, 1973 |
| Mistrz ABA                                       | 1      | 1975       |

## Włączeni do Basketball Hall of Fame
- Artis Gilmore[4]
- Dan Issel[5]

## Liderzy statystyczni ABA
- Dan Issel - lider strzelców ABA (1971 - 29,9 pkt)
- Artis Gilmore - 4-krotny lider ABA w zbiórkach (1972-74, 1976)
- Artis Gilmore - 2-krotny lider ABA w blokach (1972-73)
- Artis Gilmore - 2-krotny lider ABA w skuteczności rzutów z gry  (1972-73)
- Darel Carrier - lider ABA w skuteczności rzutów wolnych (1970 - 89,2%)
- Darel Carrier - 2-krotny lider ABA w skuteczności rzutów za 3 punkty (1969-70)
- Louie Dampier - lider ABA w skuteczności rzutów za 3 punkty (1974)

## Wyniki sezon po sezonie
| Sezon   | Wyg. | Przeg. | Odsetek | Wyniki play-off |
| ------- | ---- | ------ | ------- | --- |
| 1967-68 | 36   | 42     | .462    | Kentucky Colonels 1, New Jersey Americans 0 Minnesota Muskies 3, Kentucky Colonels 2                                                                         |
| 1968-69 | 42   | 36     | .538    | Indiana Pacers 4, Kentucky Colonels 3 |
| 1969-70 | 45   | 39     | .536    | Kentucky Colonels 4, New York Nets 3 Indiana Pacers 4, Kentucky Colonels 1                                                                                   |
| 1970-71 | 44   | 40     | .524    | Kentucky Colonels 4, The Floridans 2 Kentucky Colonels 4, Virginia Squires 2 Utah Stars 4, Kentucky Colonels 3                                               |
| 1971-72 | 68   | 16     | .810    | New York Nets 4, Kentucky Colonels 2 |
| 1972-73 | 56   | 28     | .667    | Kentucky Colonels 4, Virginia Squires 1 Kentucky Colonels 4, Carolina Cougars 3 Indiana Pacers 4, Kentucky Colonels 3                                        |
| 1973-74 | 53   | 31     | .631    | Kentucky Colonels 4, Carolina Cougars 0 New York Nets 4, Kentucky Colonels 0                                                                                 |
| 1974-75 | 58   | 26     | .690    | Kentucky Colonels 1, New York Nets 0 Kentucky Colonels 4, Memphis Sounds 1 Kentucky Colonels 4, Spirits of St. Louis 1 Kentucky Colonels 4, Indiana Pacers 1 |
| 1975–76 | 46   | 38     | .548    | Kentucky Colonels 2, Indiana Pacers 1 Denver Nuggets 4, Kentucky Colonels 3                                                                                  |

## Nagrody indywidualne
- MVP Sezonu
  - Artis Gilmore (1972)
- MVP Finałów ABA
  - Artis Gilmore (1975)
- MVP ABA All-Star Game
  - Dan Issel (1972)
  - Artis Gilmore (1974)
- Debiutant roku
  - Dan Issel (1971)
  - Artis Gilmore (1972)
- Trener roku
  - Babe McCarthy (1974)
- All-ABA First Team (piątka najlepszych zawodników ligi)
  - Artis Gilmore (1972-76)
  - Dan Issel (1972)
- All-ABA Second Team (druga piątka najlepszych zawodników ligi)
  - Louie Dampier (1968-70, 1974)
  - Dan Issel (1971, 1973-74)
- ABA All-Defensive Team (piątka najlepszych obrońców)
  - Artis Gilmore (1973–76)
  - Mike Gale (1973)
  - Wil Jones (1975)
- ABA All-Rookie Team (piątka najlepszych debiutantów)
  - Louie Dampier (1968)
  - Gene Moore (1969)
  - Dan Issel (1971)
  - Artis Gilmore (1972)
- Uczestnicy meczu gwiazd
  - Louie Dampier (1968-70, 1972-75)
  - Dan Issel (1971-76)
  - Artis Gilmore (1972-76)
  - Darel Carrier (1968-70)
  - Cincinnatus Powell (1971)
  - Goose Ligon (1969)
  - Randolph Mahaffey (1968)
  - Maurice Lucas (1976)